# モノポリー・ザ・メダル

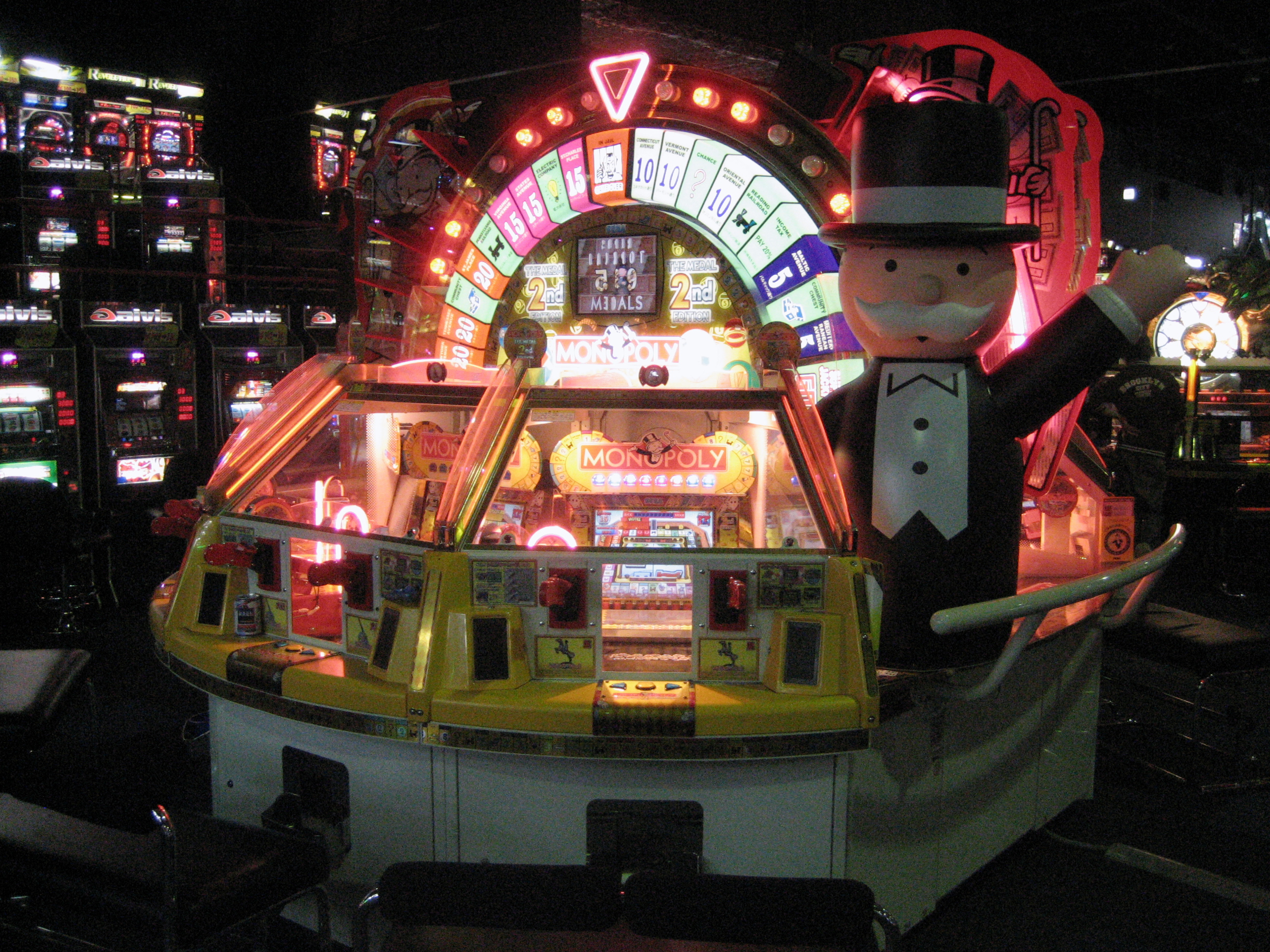
モノポリー・ザ・メダル セカンド エディション

モノポリー・ザ・メダル (MONOPOLY THE MEDAL) とは、2005年に稼動を開始したセガのメダルゲームである。筐体開発はセガメカトロ研究開発部。
2008年7月24日より、バージョンアップ版である『モノポリー・ザ・メダル セカンド エディション』 (MONOPOLY THE MEDAL 2nd EDITION) が稼動を開始した。本稿ではそちらについても述べる。

## 概要
マス型のプッシャーゲーム（マスプッシャー）。6サテライト・最大12人同時プレーが可能。
世界各地で様々な人々が愛好している、ハズブロのボードゲーム「モノポリー」をモチーフとして、モノポリーの世界観を忠実に再現。ルールはモノポリーを知らない人でも楽しめるようにアレンジされている。
各サテライトには2つの投入口の他、3つのボタン（左右ボタン、決定ボタン）がついている。
筐体の構造は、今作と同じセガメカトロ研究開発部が筐体開発を担当した、セガのメダルゲーム「ドラゴントレジャー」シリーズとほぼ同じ。ただドラゴントレジャーの筐体は上から見下ろして半円の形をしているが、こちらは正円形である。

## ミニモノポリー
各サテライトの画面には、モノポリー盤を模した「ミニモノポリー」が表示されている。プレイヤーはスロットを回して「トークン」と呼ばれるコマ（サテライトごとに違う）を進ませる。このモノポリー盤の全てのホテルを独占してビッグモノポリーへと挑戦するのが第一の目標となる。

### ミニモノポリーのマス
土地8つの色にグループ分けされている。各色3つ～2つの土地があり、何も無い土地は何も書かれていないマス、家が建った土地は数字の書かれたマスになる。何も無い土地に止まることで家が建ち、家のある土地に止まれば、書かれている数字分が左上の「GO BONUS」に加算されていく。各色の土地を独占するとホテルが建ち、その色の全ての土地の数字が上昇、ボーナスチャレンジ（後述）に挑戦できる。全てのホテルを独占すれば、「ビッグモノポリー」に挑戦することができる（2nd EDITIONでは画面右上のホテルオッズに表示されている倍率が小数点切捨で伴う。スタート時のオッズは1.5倍で、小数点切捨があった場合は2倍からスタートになる）。
GO右下角にあるマス。ここに止まると、蓄積された「GO BONUS」の枚数だけメダルが払い出される（払い出し後は蓄積枚数は0枚に戻る）。GO BONUSの上限は500枚。オーバーすると超過分のメダルが直接払い出される。
2nd EDITONでは払い出しの前に、GO BONUSが100枚以上の場合、ホテルオッズを増やすことのできる「GOGOチャンス」（後述）に任意で挑戦することができる。
鉄道・公共会社鉄道は4つ、公共会社は2つのマスがある。土地と同じように、止まると所有することができる。全ての鉄道を独占すると「鉄道王」、全ての公共会社を独占すると「アンバランス」というミニゲームに挑戦できる（挑戦後はそれぞれ未所有になる）。
2nd EDITONでは、既に所有しているマスに止まると「ミニミニゲーム」が発生する。
駐車場 (FREE PARKING)左上角にあるマス。ここに止まると、ミニゲーム「フリーパーキング」に挑戦することができる。
チャンス・共同募金裏向きに2枚のカードが示される。手元のボタンでカードを選択し、その指示に従う。中には実際のボードゲームには存在しないメダルゲームオリジナルのカードが存在する。
所得税 (INCOME TAX)GO BONUSに蓄積されたメダルから20%没収される。
物品税 (LUXURY TAX)GO BONUSに蓄積されたメダルから20枚没収される。
刑務所・刑務所へ行け刑務所は左下、「刑務所へ行け」は右上にある（ここに止まると刑務所へ飛ばされる）。刑務所に入ると、スロットがサイコロの目の無い「JAILスロット」に変化する。実際のボードゲームでは、刑務所のある場所に止まった場合は"Just Visiting"（刑務所見学）ということでプレイに影響は無いが、モノポリー・ザ・メダルでは「刑務所へ行け」と同じ扱いになり、刑務所に入る。
土地の独占状況は、サテライト上部に表示されている「ホテルランプ」でも知ることができる。点灯している色のランプは独占済み（ホテルオープン）、色のランプが点滅している場合は、その色の土地の独占にリーチがかかっている時である。土地の独占が増えるほど、ランプの点滅は速くなる。

### ターゲット
画面下部にはターゲットが流れており、プレイヤーはこれを狙ってメダルを投入する。
ターゲットとして流れるシルクハットにメダルを当てると、中からダイスが出現することがある（何も出ない場合もある）。このダイスを狙って再びメダルを当てると、ダイススロットを回転させることができる。万が一、出現させたダイスなどのターゲットを画面端へ取り逃しても、ループして再び端から現れる。
2nd EDITIONでは以下のターゲットが追加されている。
- マネー - シルクハットから出現。当てるとメダル3枚払い出し。
- GOボーナス - シルクハットから出現。当てるとGO BONUSに3枚加算。
- バトルシップ - 通常モード時、ターゲットの後ろにたまに出現する。メダルを複数回当てて撃沈させると、その場でメダル50枚が払い出され、フィーバーチャンスに突入する（後述）。

### ダイススロット
中央に表示されている2リールのスロット。最大10回転まで保留可能で、画面の上部にストックが表示される。
ダイススロットの図柄は、サイコロの目の「1」「2」「3」「4」「5」「6」、家のマークをした「1HOUSE」「2HOUSE」「3HOUSE」、そして数字の「7」がある。
スロットの当選役は以下の通りである。
- サイの目が停止 (同じ数字でなくてもよい) - 2つの目の合計分だけトークン（コマ）が進む。
- ANY HOUSE (数字不一致) - メダル5枚払い出し。
- 1HOUSE - メダル10枚払い出し。
- 2HOUSE - メダル20枚払い出し。
- 3HOUSE - メダル30枚払い出し。
- 7（セブン揃い） - ビッグモノポリーへ（後述）。

ストックを最大まで溜めると、初代バージョンでは後述するゴールドフィーバーになる。2nd EDITIONではさらにダイスにメダルを当てると、ストックの保留ダイスが光り、光った保留が消化される際に、GO BONUSに5枚が加算される。

### フィーバーチャンス
2nd EDITIONのみの要素として、フィーバーチャンスが存在する。ビッグモノポリー（後述）の終了後に必ず突入する（ゴールドフィーバー中のホテル独占によるビッグモノポリーの場合を除く）。また、ターゲットの後ろに時々出現するバトルシップを撃沈させても、同様にフィーバーチャンスに突入する。
このモード中は、ダイススロットが赤くなり（レッドダイススロット）、「7」の図柄に代わって「ゴールドフィーバーハット」シンボルが現れる。このシンボルを2つ揃えた時点で、ゴールドフィーバーに突入する。
フィーバーチャンス中のダイススロットの回転数には30回の制限があり、画面上部で残り回転数がカウントされる（JAILスロットの場合はカウントされない）。残りが0になると通常のモードに戻る。回転数制限はこのモードに突入するたびに30回転にリセットされる。

### ゴールドフィーバー
ゴールドフィーバー中は、ターゲットに流れるシルクハットが金色になり、そこから出現するダイスも金色（ゴールドダイス）になる。このダイスにメダルが当たると、ストックに金色の保留が追加され、この保留の消化時に、スロットが「ゴールドダイススロット」となる（2nd EDITIONではゴールドフィーバー中のストックは全てゴールドダイススロットとなる）。
ゴールドダイススロットは、メダル払い出しのある出目（「HOUSE」系・「7」）が当選すると、「x1」～「x7」の倍率と「1HOUSE」「2HOUSE」「3HOUSE」の図柄が描かれた第3リールが出現。「通常の払い出し枚数×このリールで止まった倍率」が払い出される。もちろん左側2リールが「7」で当たった場合は、第3リールの倍率はビッグモノポリーで得られる枚数にも影響する（マルチプライア・ビッグモノポリー）。
左側2リールに同じ「HOUSE」が揃った場合、第3リールにも同じ「HOUSE」（ハウス3つ揃い）が揃うと枚数は通常の10倍になる。
- 1HOUSE 3つ揃い - メダル100枚払い出し。
- 2HOUSE 3つ揃い - メダル200枚払い出し。
- 3HOUSE 3つ揃い - メダル300枚払い出し。

初代バージョンでは、ストックが最大まで溜まっている間のみこのモードになるので、消化されて最大保留ではなくなると通常の状態に戻る。2nd EDITIONではストックに関わらず、ダイススロットで「7」シンボルが揃うまで（＝マルチプライア・ビッグモノポリー）このモードが継続する。

#### おじさんフィーバー
初代バージョンでのみ、ダイスストックを全てゴールドダイスにすると「おじさんフィーバー」となる（「おじさん」とは、モノポリーのロゴなどにあるキャラクター「ミスターモノポリー」のこと）。このモード中は、画面右上でおじさんが踊り、ゴールドフィーバーに加えて以下のようなボーナスがある。
- オッズアップボーナス（ゴールドダイススロット左2リールが「7」で停止した時の第3リールの倍率が通常より高くなる）
- ホテル売却ボーナス（ホテル独占によるビッグモノポリー終了後のホテル売却値が増える）
- フリーパーキングボーナス（ミニゲーム「フリーパーキング」のパネルが獲得枚数の期待値の高いパネルになる）

### JAILスロット
刑務所に入ると、スロットに鉄格子が張られ、「JAILスロット」に変化する。
このスロットにはサイコロの目や「7」が無いため、ミニモノポリーのトークン（コマ）を一切進めることができず、当然「ビッグモノポリー」へも参加できない。しかしその分ハウス当たりが頻繁にあるので、メダルの払い出しは通常時より多いのが特徴。
このスロットのみリールに「釈放カード」があり、これを揃えることで刑務所から釈放され、通常のスロットに戻る。
ゴールドダイスによる第3リールはこのスロットでも有効であり最大300枚の払い出しもある。（ゴールドJAILスロット）。

## トレジャーレース
2nd EDITIONでは、複数のプレイヤーが同時に参加するイベントゲーム「トレジャーレース」が追加された。抽選で決定されたマスに、他のサテライトよりもいち早く止まることで、メダルやトレジャープレート（ゲームを有利に進めることのできるカード）を獲得することができる。
ミニモノポリー中の画面左上に「TREASURE RACE 抽選中」のアイコンが出現すると、参加するサテライトの抽選が行われる。一定時間経過すると抽選が終了し、当選したサテライトがトレジャーレースに参加することができる。
トレジャーレース開始前に、筐体中央のホイール型モノポリー盤で、ゴールとなる位置が抽選される。抽選終了後、レースに参加するサテライトのミニモノポリー盤には、ここで抽選されたマスと対応するマスに、ミスターモノポリー（モノポリーのマスコットキャラクター）のトークンが出現する。また、レース中には自分以外の参加サテライトのトークンも出現し、相手の状況を確認することが可能。
ミスターモノポリーのいるマスにいち早くたどり着いたサテライトが勝利。該当者が現れるとトレジャーレースは終了し、勝者にはボーナスとして「メダル」か「トレジャープレート」のどちらかを左右ボタンで選択することができる。

### トレジャープレート
オッズアップカードホテル独占時にビッグモノポリーに影響する倍率「ホテルオッズ」が、カードに書かれている数値の分だけ加算される。
釈放カードこのカードを持っていれば、ビッグモノポリーで刑務所に入っても一度だけ無条件で釈放され、ビッグモノポリーを続行することができる。カードを持っているサテライトには、右上に「JAIL FREE」の表示が出る。
ホテルカードカードに書かれている色の土地に無条件でホテルがオープンする。ボーナスチャレンジは行われない。
フィーバーカード直接ゴールドフィーバーに突入。

## ビッグモノポリー
ミニモノポリーで全てのホテルを独占するか、スロットで「7」を揃えると、「ビッグモノポリー」に参加することができる。
ビッグモノポリーは、筐体中央のホイール型のモノポリー盤面で行われ、メダルの投入は不要。複数のサテライトが同時にビッグモノポリーに参加できるのも一つの特徴である。自分が獲得したメダルは蓄積されていきなおかつ最大7倍での「ビッグモノポリー」もあるので、同社のメダルゲーム機のガリレオファクトリーのように5000枚以上のとてつもない枚数のメダルを獲得できる可能性もあるが、初代のみ0枚で終了してしまうこともあり得るので侮れない。2nd EDITIONでは救済処置として獲得枚数が少ないと釈放チャンスになり0枚であれば確実に釈放されるので0枚で終わることは無くなった。
ここではGO BONUSがスーパージャックポット（筐体の蓄積枚数の半分）であり、これを獲得することが最大の目標。
しかし倍率がかかったビッグモノポリー（マルチプライア・ビッグモノポリー）では、最大7倍になることもあってか、このスーパージャックポットの値を軽々と超えることもある。

### ビッグモノポリーの流れ

#### ゲーム進行
主なゲーム進行は全て筐体上部中央にあるモニターで行われる。自分のサテライトの画面では、自分の獲得枚数や、参加中のプレーヤーの状況などを見ることができる。
ゲームスタート時は前回のプレイヤーが終了した位置からスタートする（刑務所かGOマス）。プレー中のサテライトがいる場合はそこに割り込む形となる。
主なゲームの流れは以下の通り。
1. 2個のサイコロを手元の決定ボタンで振る。
2. 出た目の数だけビッグホイールの盤面が進む（ホイールが回転する）。
3. 止まったマスにより様々なイベントが発生。
4. 次のプレーヤーのターンになる（サイコロがゾロ目の場合はもう一度自分のターンになる）。

自分が得たメダルの枚数は蓄積され、ビッグモノポリー終了時にまとめて払い出される。

#### 終了条件
ビッグモノポリーでは基本的にスーパージャックポットを獲得するか刑務所に入ると終了である。特に後者は、刑務所・刑務所へ行けのマスに止まるだけではなく、チャンス・共同募金で「刑務所へ行く」のカードを引いてももちろん終了である。また、「3回連続でサイコロでゾロ目を出す」とその時点で刑務所送りになり、終了となる（本家モノポリーのルールを再現したもの）。ゾロ目が出た回数はサテライト画面の右上に表示される。
2nd EDITIONでのみ、刑務所に入っても「釈放チャンス」が発生する場合がある。裏向きの2枚のカードのうち1枚を左右のボタンで選び、釈放カードを引くことができれば釈放となり、ビッグモノポリー継続となる。また、前述のトレジャープレートで釈放カードを獲得していれば、1度だけ無条件で釈放され、ビッグモノポリーを継続できる。獲得枚数が少ないほど発生しやすく、獲得しているメダルが0枚の時は左右2枚とも釈放カードになることが殆ど。

### ビッグモノポリーのマス
基本的にマスの構成はミニモノポリーと変わらないが、止まったマスでのアクションが異なる。ゴールドダイススロットの第3リールや、ホテル独占時のホテルオッズ（2ndのみ）の倍率は、「GO」「所得税」以外の全てのマスでのメダル獲得時・没収時の枚数に掛け合わされる。
土地全ての土地に数字が割り振られており、止まると土地の数字の枚数分のメダルを獲得することができる。最大はボードウォークの100枚。
GOスーパージャックポット。止まればセンター画面左上に表示されている蓄積されたメダルを獲得することができる（実際の筐体蓄積枚数の半分。第3リールの倍率はかからない）。これと同時に自分のビッグモノポリーは終了する。またこのマスを通過する度に、周回ボーナスとして筐体蓄積枚数に20枚が加算(=SJPに10枚加算)される。周回ボーナスにも倍率がかかるので、7倍のビッグモノポリーの場合はSJPに70枚が追加される。
刑務所・刑務所へ行け刑務所へ入った時点で自分のビッグモノポリーは終了。それまでに蓄積した獲得枚数が払い出される。ミニモノポリーと同様、刑務所マスに止まった場合も刑務所に入る。2nd EDITIONでは釈放チャンスや釈放カードなどで刑務所から釈放されれば、ビッグモノポリーを継続できる。
鉄道鉄道に止まるとルーレットが回転。決定ボタンでルーレットを止めて、止まった位置に書かれている枚数のメダルを獲得することができる。最高50枚・最高100枚の2つがある。
公共会社新たにサイコロを2個降り、出目の合計の4倍のメダルを獲得することができる。最高48枚。
チャンス・共同募金裏向きの2枚のカードから一方を選んで引くのは変わらないが、ビッグモノポリーに突入後一枚もメダルを獲得していない場合を除き、どちらかが「刑務所へ行く」カード（=終了）となっており、できる限り避けたいマスである。同時に参加しているプレイヤーがいる場合は、それらのプレイヤーからメダルを横取りしたり、逆にメダルを支払うカードを引くこともある。また、極めて稀だが「GOのマスへ行く」というカードもある。
所得税・物品税それぞれ自分の獲得枚数から20%没収・50枚没収となっている（所得税は倍率に関らず20%没収だが、物品税は倍率が伴う）。
駐車場特に何も起こらない。一種のハズレマス。
カードや税のマスで没収されたメダルは、筐体の蓄積枚数に加算される（スーパージャックポットの枚数はその半分なので、見た目は没収メダルの半分がスーパージャックポットに蓄積される）。

### ホテル売却
ホテル独占によるビッグモノポリーの場合は、ビッグモノポリー終了後、ホテル売却イベントが発生する。自分が止まっている色以外のホテルがランダムに売却され、その分のメダルが「GO BONUS」に加算されていく。売却されるホテルは最高7つだが、どれが売却されるかは運次第である。

## ミニゲーム

### 通常のミニゲーム
鉄道王鉄道を独占すると遊べる、画面を走る列車にメダルを乗せるゲーム。列車1編成につき4両の貨車があり、それぞれの貨車に1枚ずつメダルを乗せることができる。列車は4回登場し、徐々にスピードが早くなっていく。最後にサイコロを2つ振り、「サイコロの合計の数×列車に乗せられたメダルの数」が払い出される。最高192枚。
アンバランス公共会社を独占すると遊べる、天秤をつりあわせるゲーム。左右のオブジェの重さが違う天秤を、分銅を乗せて釣り合わせる。チャンスは12回で、分銅を乗せるたびに獲得できるメダルは減少していく。オブジェの重さはオブジェの大きさに比例しており、ある程度見当を付ければ早い段階でもクリア可能。最高100枚。
ボーナスチャレンジ各色の土地を独占した時に任意で挑戦できる、ダブルアップチャンス。3枚のカードから1枚を選び、そのカードに書かれていた倍率がボーナスメダルの枚数に掛け合わされる。倍率は「x0」(ハズレ)、「x1」、「x2」の他、「x3」もある（その時は残り2つはハズレになる）。獲得枚数が500枚を超えるとラストチャレンジになるが、それまではハズレるまで何回でも挑戦可能。理論上の最高は4320枚。
フリーパーキング駐車場マスに止まると遊べるミニゲーム。「+2」「+3」などの加算や、「x2」「x3」などの倍率などが示された8枚のパネルに「ハズレ」を含んだ9枚のパネルがシャッフルされ、裏向きのパネルにメダルを当てて獲得枚数を増やしていくミニゲーム。獲得メダルは「ハズレ」が出るまで倍増していくが、どこにハズレがあるかは完全な運である。8枚のパネルの組み合わせはいくつかのパターンがあり、最高で1280枚に上る組み合わせもある（特に初代バージョンの「おじさんフィーバー」中は獲得期待枚数の高いものが選ばれる）。
GOGOチャンス2nd EDITIONより登場。GO BONUSが100枚以上ある状態でGOマスに止まると、GO BONUSの枚数から100枚単位で掛けられる最大枚数分（例外あり）を賭け、ホテルオッズを増やすルーレットに任意で挑戦することができる（挑戦しなかった場合はGO BONUSの枚数がそのまま払い出される）。手元のボタンでルーレットを止め、止まった位置に対応する数値がホテルオッズの倍率に加算される。余ったGO BONUSはメダルとして払い出される。

### ミニミニゲーム
2nd EDITIONより登場。
特急王所有済みの鉄道マスに止まると発生。左から高速で通過していく列車の貨車にメダルを当てると、「+1」～「+5」の加算や「x2」などの倍率の値が出現し、その累計がそのまま払い出されるメダルの枚数になる。
ウォーターフラット所有済みの水道会社マスに止まると発生。制限時間1分以内に、画面下にある9つの容器に入った水の目盛りを1に揃える。2目盛の水は常に左右に傾きを繰り返し、メダルを当てると傾いている方向の容器に1目盛り分の水を移し変えることができる。これを駆使することで全ての目盛りを1に揃えることができればメダル30枚払い出し。
オールライト所有済みの電力会社マスに止まると発生。制限時間1分以内に、画面下に出現する7つの電球を全て点灯させる。電球にメダルを当てると、メダルを当てた電球とその両隣の電球、計3つの電球の点灯・消灯が切り替わる。両端にあるスイッチに当てると、すぐ隣にある電球の点灯・消灯を切り替えることができる。最終的に全ての電球を点灯させるとメダル30枚払い出し。

### インタラクティブリーチ
ダイススロットで発生するリーチの中には、プレイヤーの技量が問われるミニゲーム型のリーチがある。
目押ししろ！（目押しリーチ）高速で回転する右リールを目押しで止める。決定ボタンで停止。最大4コマまですべる（すべったコマが揃っても配当がない場合）。
連打しろ！（連打リーチ）当たり図柄の手前で止まった右リールを、決定ボタンを連打して当たり図柄を揃える。難易度は4段階ある。
アタリで止めろ！（間違い探しリーチ）右リールで回転する紛らわしいシンボルの中に、1つだけ正しいシンボルがあるので、決定ボタンで止める。チャンスは2回転分。明らかに違うシンボルもあるが、よく見ないとわかりづらいシンボルもあるので注意が必要。
シルクハットリーチゴールドダイススロットでのみ発生し、成功すれば「777」（7倍ビッグモノポリー）確定の激アツリーチ。「7」の入った帽子が2つ、ハズレシンボルの入った帽子が1つ、計3つの帽子をミスターモノポリーがシャッフルする。途中で帽子が1つ飛んで行き、最終的に残った2つのどちらに「7」が入っているかを左右ボタンで選択する（どちらも「7」の場合もある）。